# L'Apollonide : Souvenirs de la maison close
Pour plus de détails, voir Fiche technique et Distribution.
L'Apollonide : Souvenirs de la maison close est un film français réalisé par Bertrand Bonello sorti en 2011.
Il est sélectionné en compétition officielle lors du Festival de Cannes 2011. Le journal Le Monde en parle en ces termes : « La prostitution est ici un théâtre, un miroir tendu au monde pour mieux en révéler la splendeur en même temps que l'horreur. »

## Synopsis
En novembre 1899, à Paris, l'Apollonide est une maison close haut de gamme. Madeleine (Alice Barnole) « la Juive », une prostituée, rêve que son client le plus régulier (Laurent Lacotte) la demande en mariage. Elle lui raconte son rêve, allongée sur le lit. Il l'attache aux poignets au montant du lit, fait glisser la lame de son couteau sur son corps, puis l'introduit dans sa bouche et coupe les joues à la commissure des lèvres.
Mars 1900, la blessure laisse sur le visage de Madeleine une cicatrice en forme de sourire mélancolique. L'Apollonide est gérée par Marie-France (Noémie Lvovsky), que ses pensionnaires appellent « Madame ». Il y a entre autres : Léa « la Poupée » (Adèle Haenel), Samira « l'Algérienne » (Hafsia Herzi), Clotilde « Belle cuisse » (Céline Sallette) et Julie « Caca » (Jasmine Trinca). Toutes sont tenues par les dettes qu'elles ont accumulées. Madeleine ne pouvant plus pratiquer est tenue à l'écart des clients et s'occupe de l'intendance. Les familiers de la maison ont leur favorite et leurs fantasmes habituels.
Le film relate jusqu'à l'aube du XXe la vie de l'Apollonide, théâtre de drames, d'habitudes et de vie. C'est une sorte de huis clos dont les personnages sont les prostituées et leurs clients.

## Fiche technique
- Titre : L'Apollonide : Souvenirs de la maison close
- Réalisation : Bertrand Bonello
- Scénario : Bertrand Bonello
- Musique : Bertrand Bonello
- Direction de la photographie : Josée Deshaies
- Montage : Fabrice Rouaud
- Décors : Alain Guffroy
- Costumes : Anaïs Romand
- Production : Bertrand Bonello, Kristina Larsen
- Sociétés de production : Les Films du lendemain et My New Picture, en association avec la SOFICA Cinémage 5
- Sociétés de distribution : Haut et Court (France) et Films Distribution (international)
- Pays de production :  France
- Date de sortie : 21 septembre 2011
- Durée : 125 minutes
- Classification : interdit aux moins de 12 ans en salles

## Distribution
- Hafsia Herzi : Samira « l'Algérienne »
- Céline Sallette : Clotilde « Belle cuisse »
- Jasmine Trinca : Julie « Caca »
- Adèle Haenel : Léa « la Poupée »
- Alice Barnole : Madeleine « la Juive », « la Femme qui rit »
- Iliana Zabeth : Pauline « la Petite »
- Noémie Lvovsky : Marie-France « Madame » (la mère maquerelle)
- Louis-Do de Lencquesaing : Michaud, un client
- Esther Garrel : une prostituée
- Joanna Grudzińska : une prostituée
- Pauline Jacquard : une prostituée
- Judith Lou Lévy : une prostituée
- Maïa Sandoz : une prostituée
- Anaïs Thomas : une prostituée
- Xavier Beauvois : Jacques, un client
- Laurent Lacotte : un client, bourreau de Madeleine
- Jacques Nolot : Maurice, un client, habitué de Julie

## Musique
Sauf indication contraire ou complémentaire, les informations mentionnées dans cette section proviennent du générique de fin de l'œuvre audiovisuelle présentée ici.
- Plaisir d'amour par Éloïse Decazes.
- The Right to Love You par The Mighty Hannibal (en) (générique de début du film).
- Sa Muguette par Hector Pellerin.
- Adagio du concerto pour piano nº 23 de Wolfgang Amadeus Mozart de 1786 (Madeleine à la soirée chez les aristocrates).
- Nights in White Satin par The Moody Blues de 1967 (les filles dansent entre-elles mélancoliquement, après la mort de Julie).
- O Soave Fanciulla de La Bohème de Giacomo Puccini de 1896.
- Bad Girl par Lee Moses de 1967 (générique de fin).

## Accueil

### Accueil critique
Sur l'agrégateur américain Rotten Tomatoes, le film récolte 83 % d'opinions favorables pour 29 critiques. Sur Metacritic, il obtient une note moyenne de 75⁄100 pour 9 critiques.
En France, le site Allociné propose une note moyenne de 3,6⁄5 à partir de l'interprétation de critiques provenant de 21 titres de presse.

## Distinctions
- Festival de Cannes 2011 :
  - En compétition pour la Palme d'or

- César du cinéma 2012 :
  - Nomination au César de la meilleure actrice dans un second rôle pour Noémie Lvovsky
  - Nomination au César du meilleur espoir féminin pour Adèle Haenel
  - Nomination au César du meilleur espoir féminin pour Céline Sallette
  - Nomination au César de la meilleure photographie pour Josée Deshaies
  - Nomination au César de la meilleure musique pour Bertrand Bonello
  - Nomination au César du meilleur son pour Jean-Pierre Duret, Nicolas Moreau et Jean-Pierre Laforce
  - Nomination au César des meilleurs décors pour Alain Guffroy
  - Récompensé au César des meilleurs costumes pour Anaïs Romand

- Prix Lumières
  - Prix Lumières du meilleur espoir féminin pour Céline Sallette, Alice Barnole et Adèle Haenel